# Copris jucundus
Copris jucundus är en skalbaggsart som beskrevs av Gillet 1932. Copris jucundus ingår i släktet Copris och familjen bladhorningar. Inga underarter finns listade i Catalogue of Life.